# 264 aC
El 264 aC va ser un any del calendari romà prejulià. Durant la República i l'Imperi Romà, era conegut com a any del consolat de Càudex i Flac (o també any 490 ab urbe condita). L'ús del nom «264 aC» per referir-se a aquest any es remunta a l'alta edat mitjana, quan el sistema Anno Domini va ser el mètode de numeració dels anys més comú a Europa.

## Esdeveniments

### Àsia Menor
- Lisímac de Tràcia havia arrasat o danyat greument la ciutat d'Astacos a Bitínia, i aquest any el rei Nicomedes I funda la ciutat de Nicomèdia no gaire lluny, i hi fa traslladar els habitants d'Astacos, segons Estrabó[2] i Pausànias.[3]

### Antiga Grècia
- Abàntides es converteix en tirà de Sició després de matar Clínies, pare d'Àrat de Sició. Àrat, que només té 7 anys, s'escapa per poc de la mort.[4]

### Sicília
- Cartago ocupa Sicília. Els romans van en ajuda dels mamertins i Hieró II, tirà de Siracusa demana ajuda als cartaginesos. El cònsol Api Claudi Càudex creua l'estret amb un exèrcit i desembarca prop de Hieró, que li presenta batalla. Hieró es retira a Siracusa i Claudi el segueix i devasta el país fins a les muralles de Siracusa. Els romans fan de la ciutat de Messana (avui Messina) la seva primera plaça forta a Sicília. Imposen una aliança a Siracusa, i assetgen la base principal de Cartago a Agrigent. Això porta a l'inici de la Primera Guerra Púnica, entre Cartago i Roma (acabada el 241 aC).[5]

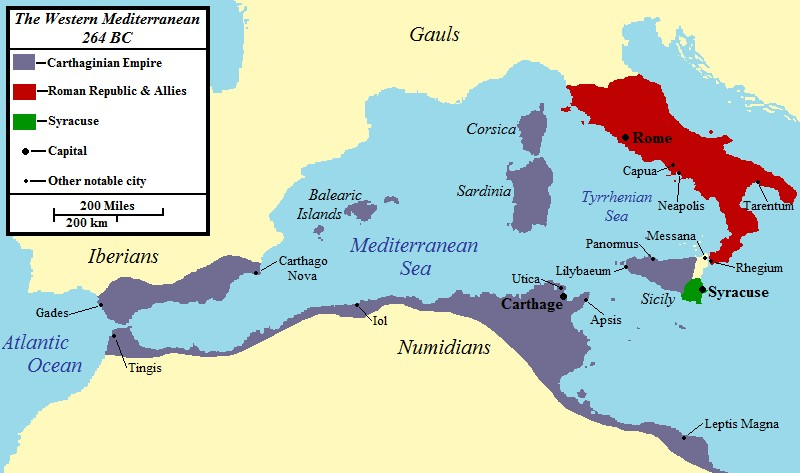
Primera Guerra Púnica 264 aC

### Antiga Roma
- Aquest any són elegits cònsols Api Claudi Càudex i Marc Fulvi Flac.[6]
- Durant aquest consolat, es fan els primers jocs de gladiadors a Roma, que se celebren al Forum Boarium. Els organitzen els germans Marc i Dècim Juni Pera, en honor del seu pare, de qui se celebrava el funeral.[7]
- El cònsol Api Claudi Càudex ataca la ciutat de Segesta sense succés, però poc després la ciutat mata la guarnició cartaginesa i es declara aliada de Roma.[8]
- Marc Fulvi Flac ocupa la ciutat etrusca de Velzna, l'arrasa completament i expulsa els seus habitants, que s'estableixen no gaire lluny, en una segona ciutat anomenada Volsinii, la Bolsena romana.[9]

## Necrològiques
- Clínies de Sició, que havia lliurat a la ciutat dels tirans i els ciutadans li havien donat el poder, cau assassinat per Abàntides, que s'instaura com a tirà.[4]